# Technische Schule der Luftwaffe 3
Die Technische Schule der Luftwaffe 3 (abgek. TSLw 3) war eine im Jahre 1957 begründete Ausbildungseinrichtung der Luftwaffe der Bundeswehr in Faßberg.

## Geschichte
Die Geschichte dieser Schule begann 1956 in Bayern. Mit Luftwaffenaufstellungsbefehl Nr. 16, erteilt vom Bundesminister für Verteidigung, Abt. VI (Luftwaffe), in Bad Godesberg am 26. Mai 1956, wurde die Technische Schule L im Fliegerhorst Lechfeld mit den Ausbildungsgruppen A und B aufgestellt, um fliegertechnisches und Fernmeldepersonal auszubilden. Im Jahr 1957 nahm die TSLw 3 in Faßberg mit drei Ausbildungsstaffeln den Ausbildungsbetrieb auf.
Nach Auflösung der Hubschrauberschule im Jahr 1975 wurde die dazu gehörende Fliegerhorstgruppe der TSLw 3 unterstellt und bestand bis zum 1. April 1993.
Im Rahmen der Einnahme der Luftwaffenstruktur 4 wurde die Logistische Fachschule der Luftwaffe (LogFSLw) in Erding mit zum 30. September 1994 aufgelöst. Die LogSLw wurde als neue Lehrgruppe III Bestandteil der neu aufgestellten TSLw 3.
Im Rahmen der Neuausrichtung der Bundeswehr wurde am 26. Oktober 2011 die Auflösung der Technischen Schule der Luftwaffe 3 (TSLw 3) und der Technischen Schule der Luftwaffe 1 (TSLw 1) zum 31. Dezember 2013 bekannt gegeben. Dafür wurde am Standort Faßberg das Technische Ausbildungszentrum der Luftwaffe (TAusbZLw) mit den Abteilungen Nord (Faßberg) und Süd (Kaufbeuren) zum 1. Januar 2014 neu aufgestellt und dem damaligen Kommando Unterstützungsverbände Luftwaffe (KdoUstgVbdeLw) unterstellt.

## Ausbildungsauftrag
Die Technische Schule der Luftwaffe 3 war das Kompetenzzentrum für die technisch-logistische Ausbildung an Drehflüglern für Heer und Luftwaffe.

## Kommandeure
| Nr. | Dienstgrad | Name                    | von              | bis                |
| --- | ---------- | ----------------------- | ---------------- | ------------------ |
| 1   | Oberst     | Wilhelm Antrup          | 1. Dezember 1956 | 30. Juni 1962      |
| 2   | Oberst     | Georg Gehl              | 1. Juli 1962     | 30. September 1966 |
| 3   | Oberst     | Ernst Hinrichs          | 1. Oktober 1966  | 31. März 1974      |
| 4   | Oberst     | Hermann Meyer           | 1. April 1974    | 31. März 1977      |
| 5   | Oberst     | Oskar Lichtenwalter     | 1. April 1977    | 30. September 1980 |
| 6   | Oberst     | Hans Aßmann             | 1. Oktober 1980  | 30. September 1987 |
| 7   | Oberst     | Harald Schramm          | 1. Oktober 1987  | 31. März 1990      |
| 8   | Oberst     | Ulf von Krause          | 1. April 1990    | 30. September 1992 |
| 9   | Oberst     | Christian Bieling       | 1. Oktober 1992  | 20. Juli 1994      |
| 10  | Oberst     | Dieter Müller-Gerhardtz | 21. Juli 1994    | 1997               |
| 11  | Oberst     | Uwe Heinze              | 1997             | 2001               |
| 12  | Oberst     | Erwin Lentz             | 2001             | 2005               |
| 13  | Oberst     | Ulrich Stamm            | 2005             | 2009               |
| 14  | Oberst     | Rainer Steinohrt        | 2009             | 2012               |
| 15  | Oberst     | Peter Kraus             | 3. Oktober 2012  | 18. Dezember 2013  |